# Igreja Nova (Alagoas)
Igreja Nova é um município brasileiro do estado de Alagoas. Localiza-se a uma latitude 10º07'31" sul e a uma longitude 36º39'43" oeste, estando a uma altitude de 14 metros. Sua população estimada em 2004 era de 22 273 habitantes.
Possui uma área de 429,9 km².

## História
Igreja Nova é um dos municípios mais antigos do estado de Alagoas, e tem sua história ligada à exploração do rio São Francisco por pescadores saídos da cidade de Penedo que, por volta do século XIX, fundaram um povoado denominando-o de Ponta das Pedras e, em seguida, chamando-o de Oitizeiro. Logo foi erguida uma pequena capela em homeagem a São João Batista, até hoje padroeiro do município.
Em 1908, após o desmoronamento da capela, frades alemães se uniram aos moradores para construir um dos mais belos templos católicos de Alagoas, cujas badaladas de sinos são ouvidas a uma distância de 6 km, chamada Igreja Nova.
A povoação foi desmembrada de Penedo e teve seus limites fixados pela resolução 849, de 1880. As primeiras tentativas de elevar o povoado à vila (com leis de 1885 e 1889) não surtiram efeito. Em 1890, através do decreto 39, o processo se completou e a nova vila passa a se chamar Triunfo. Em 1892, foi conduzida à categoria de cidade, até uma nova lei suprimir a condição e anexá-la novamente a Penedo. Apenas em 1897 foi elevada à condição de cidade. O nome Igreja Nova, porém, só foi adotado em 1928.

## Economia
O município basicamente vive do setor agropecuário, por conta da sua localização e pela pequena população. É um dos maiores produtores de arroz do estado, com reconhecida importância no desenvolvimento da região ribeirinha do São Francisco. Além disso, desenvolve projetos de piscicultura em parceria com a Codevasf, que encontra no município um laboratório natural, no maior açude de Alagoas. Atualmente a agricultura do município tem sido profundamente alterada pelo setor sucroalcoolerio, a partir da usina Marituba, do Grupo Carlos Lyra, e pelo setor rizicultor industrial, através da UBA (Usina de Beneficiamento de Arroz), pertencente ao Grupo Santana .